# مونتودين
مونتودين هي كومونا في مقاطعة كرمونة في إقليم لومبارديا الإيطالي , تقع على بُعد 50 كيلومتر جنوب شرق مدينة ميلان , وعلى بُعد 30 كيلومتر شمال غرب كرمونة.
يحد بلدة مونتودين البلديات الآتية : بيرتونيكو , موسكاتسانو , كرر اربينا , كررغورينا.